# Hamdi Hubais
Hamdi Hubais (in arabo حمدي هوبيس شير الشير جندل‎?; Salalah, 27 gennaio 1984) è un ex calciatore omanita, di ruolo centrocampista.

## Carriera

### Club
Ha giocato nel campionato omanita e kuwaitiano.

### Nazionale
È stato convocato per la Coppa d'Asia nel 2004.